# Messiah College
Messiah College es una universidad y un lugar designado por el censo ubicado en el condado de Cumberland en el estado estadounidense de Pensilvania. En el Censo de 2010 tenía una población de 2215 habitantes y una densidad poblacional de 4.170,73 personas por km².

## Geografía
Messiah College se encuentra ubicado en las coordenadas 40°9′27″N 76°58′54″O / 40.15750, -76.98167. Según la Oficina del Censo de los Estados Unidos, Messiah College tiene una superficie total de 0.85 km², de la cual 0.83 km² corresponden a tierra firme y (3.03%) 0.03 km² es agua.

## Demografía
Según el censo de 2010, había 2215 personas residiendo en Messiah College. La densidad de población era de 4.170,73 hab./km². De los 2215 habitantes, Messiah College estaba compuesto por el 92.73% blancos, el 2.48% eran afroamericanos, el 0.09% eran amerindios, el 2.53% eran asiáticos, el 0% eran isleños del Pacífico, el 0.86% eran de otras razas y el 1.31% pertenecían a dos o más razas. Del total de la población el 2.89% eran hispanos o latinos de cualquier raza.